# Schistura nasifilis
Schistura nasifilis är en fiskart som först beskrevs av Pellegrin, 1936.  Schistura nasifilis ingår i släktet Schistura och familjen grönlingsfiskar. IUCN kategoriserar arten globalt som akut hotad. Inga underarter finns listade i Catalogue of Life.